# The Now Now
Albums de Gorillaz
Humanz
(2017) Song Machine: Season One - Strange Timez
(2020)
Singles
1. Humility
Sortie : 31 mai 2018
2. Lake Zurich
Sortie : 31 mai 2018
3. sorcererz
Sortie : 7 juin 2018
4. fire flies
Sortie : 14 juin 2018

The Now Now est le sixième album studio du groupe virtuel (en) britannique Gorillaz, sorti le 29 juin 2018.

## Historique
Après la sortie du précédent album Humanz en 2017, Damon Albarn confirme qu'un nouvel sortira un an plus tard. Durant un concert à Seattle en septembre 2017, une nouvelle chanson parlant de l'Idaho est interprétée.
En mars 2018, en concert au Chili, Damon Albarn annonce que l'album est achevé et sortira bientôt. Il interprète par ailleurs ce jour-là un titre inédit, Hollywood, une collaboration avec Jamie Principle et Snoop Dogg. Un teaser de l'album et sa date de sortie sont dévoilés le 25 mai, ainsi qu'un extrait d'un nouveau titre.
L'album est sorti le 29 juin 2018.

## Singles
Le 31 mai 2018, le titre Humility est présenté dans l'émission de Zane Lowe sur la radio Beats 1. La chanson est publiée le même jour en téléchargement digital, tout comme un second single, Lake Zurich. Dans le clip de Humility, on retrouve notamment l'acteur Jack Black,.

## Liste des titres
Source : iTunes
| No  | Titre                                              | Auteur                                                    | Producteurs                | Durée |
| --- | -------------------------------------------------- | --------------------------------------------------------- | -------------------------- | ----- |
| 1.  | Humility (featuring George Benson)                 | - Damon Albarn - James Ford - Remi Kabaka - George Benson | - Gorillaz - Ford - Kabaka | 3:17  |
| 2.  | Tranz                                              |                                                           |                            | 2:43  |
| 3.  | Hollywood (featuring Snoop Dogg & Jamie Principle) |                                                           |                            | 4:53  |
| 4.  | Kansas                                             |                                                           |                            | 4:08  |
| 5.  | Sorcererz                                          |                                                           |                            | 3:00  |
| 6.  | Idaho                                              |                                                           |                            | 3:42  |
| 7.  | Lake Zurich                                        |                                                           | - Gorillaz - Ford - Kabaka | 4:14  |
| 8.  | Magic City                                         |                                                           |                            | 4:00  |
| 9.  | Fire Flies                                         |                                                           |                            | 3:53  |
| 10. | One Percent                                        |                                                           |                            | 2:21  |
| 11. | Souk Eye                                           |                                                           |                            | 4:35  |